# Droga krajowa B56 (Austria)
Droga krajowa B56 (Geschriebenstein Straße)  - droga krajowa we wschodniej Austrii. Arteria zaczyna się na skrzyżowaniu z B55 na obrzeżach miasta Lockenhaus. Dalej trasa biegnie w kierunku południowym równolegle do granicy z Węgrami. Geschriebenstein Straße kończy się na skrzyżowaniu z B57 w miasteczku Güssing.